# Leiopsammodius japonicus
Leiopsammodius japonicus är en skalbaggsart som beskrevs av Edgar von Harold 1878. Leiopsammodius japonicus ingår i släktet Leiopsammodius och familjen Aphodiidae. Inga underarter finns listade i Catalogue of Life.